# Мадагаскар на Светском првенству у атлетици на отвореном 1983.
Мадагаскар је учествовао на 1. Светском првенству на отвореном 1983. одржаном у Хелсинкију, Финска, од 7. до 14. августа.
На првенству у Хелсинкију Мадагаскар је представљао 1 спортиста који се такмичиo у 2 дисциплине.
Мадагаскар није освојио ниједну медаљу али су постигнута два лична рекорда.

## Учесници
Мушкарци:
- Тисбите Ракотоарисоа — 800 м, 1.500 м

## Резултати

### Мушкарци
| Атлетичар            | Дисциплина | Лични рекорд | Квалификација | Квалификација | Полуфинале           | Полуфинале           | Финале               | Финале       | Детаљи |
| Атлетичар            | Дисциплина | Лични рекорд | Резултат      | Место         | Резултат             | Место                | Резултат             | Место        | Детаљи |
| -------------------- | ---------- | ------------ | ------------- | ------------- | -------------------- | -------------------- | -------------------- | ------------ | ------ |
| Тисбите Ракотоарисоа | 800 м      |              | 1:50,70 ЛР    | 7. у гр 6     | није се квалификовао | није се квалификовао | није се квалификовао | 45 / 58 (60) |        |
| Тисбите Ракотоарисоа | 1.500 м    |              | 3:52,91 ЛР    | 12. у гр 1    | није се квалификовао | није се квалификовао | није се квалификовао | 45 / 51 (52) |        |